# 尔朱摩女
尔朱摩女（?—?），北齊時代人物，北齊武成帝高湛的御女。
尔朱摩女本来是娄昭君的宫婢，高湛大哥高澄的长子河南王高孝瑜与她通奸，河清二年（563年）六月廿八庚申，太子高纬大婚之夜，高孝瑜偷偷跟尔朱摩女说话。武成帝见状大怒，灌给高孝瑜饮下三十七杯酒，然后派娄子彦驾车载出高孝瑜，在车中下毒。车至西华门，高孝瑜烦热躁闷，投水而死。